# Grand SEIKO Presents My Time My Story
『Grand SEIKO Presents My Time My Story』（グランドセイコープレゼンツ マイタイム・マイストーリー）は2023年10月7日よりTOKYO FMで毎週土曜12:00-12:25に放送されるトーク番組である。
同番組は前番組である『Grand SEIKO THE NATURE OF TIME』から引き継ぐ形で、女優・ピアニストの松下奈緒が、マンスリーゲスト（4－5回連続出演）として迎える各界の著名人の「心を踊る瞬間」をテーマにして、様々な願いがかなったこと、達成感、これまでの過ごした時間やこれからの生き方などをインタビューする内容になっている。
松下は同局においてレギュラー番組を担当するのは、2013年から2017年放送されていた『松下奈緒 Sound Story』（本番組同様セイコーホールディングス一社提供）以来6年半ぶりである。

## マンスリーゲスト一覧
2023年
- 10月:ゲストなし（松下自身の心躍る瞬間をワンマントーク）
- 11月:玉山鉄二
- 12月:石黒賢

2024年
- 1月:吉岡聖恵（いきものがかり）
- 2月:青木崇高
- 3月:平原綾香
- 4月:田中麗奈
- 5月:反田恭平
- 6月:山村隆太
- 7月:牧瀬里穂
- 8月:佐藤隆太
- 9月:比嘉愛未
- 10月:玉木宏
- 11月:八木亜希子
- 12月:黒沢薫（ゴスペラーズ）